# Ingeborg Drewitz
Ingeborg Drewitz (Berlín, 10 de enero de 1923 - íd. 26 de noviembre de 1986). Escritora alemana.
Aunque la obra literaria de esta dramaturga no es de una calidad incontrastable, tuvo cierto éxito en su país. Su principal hito es el haber sido la primera persona de origen alemán en escribir sobre los campos de concentración nazis, al editar la obra Todas las entradas están vigiladas (título original Alle Tore werden bewacht) en 1955.
El resto de su obra se centra en describir los excesos y desórdenes morales del régimen nazi.